# Rainer Genilke

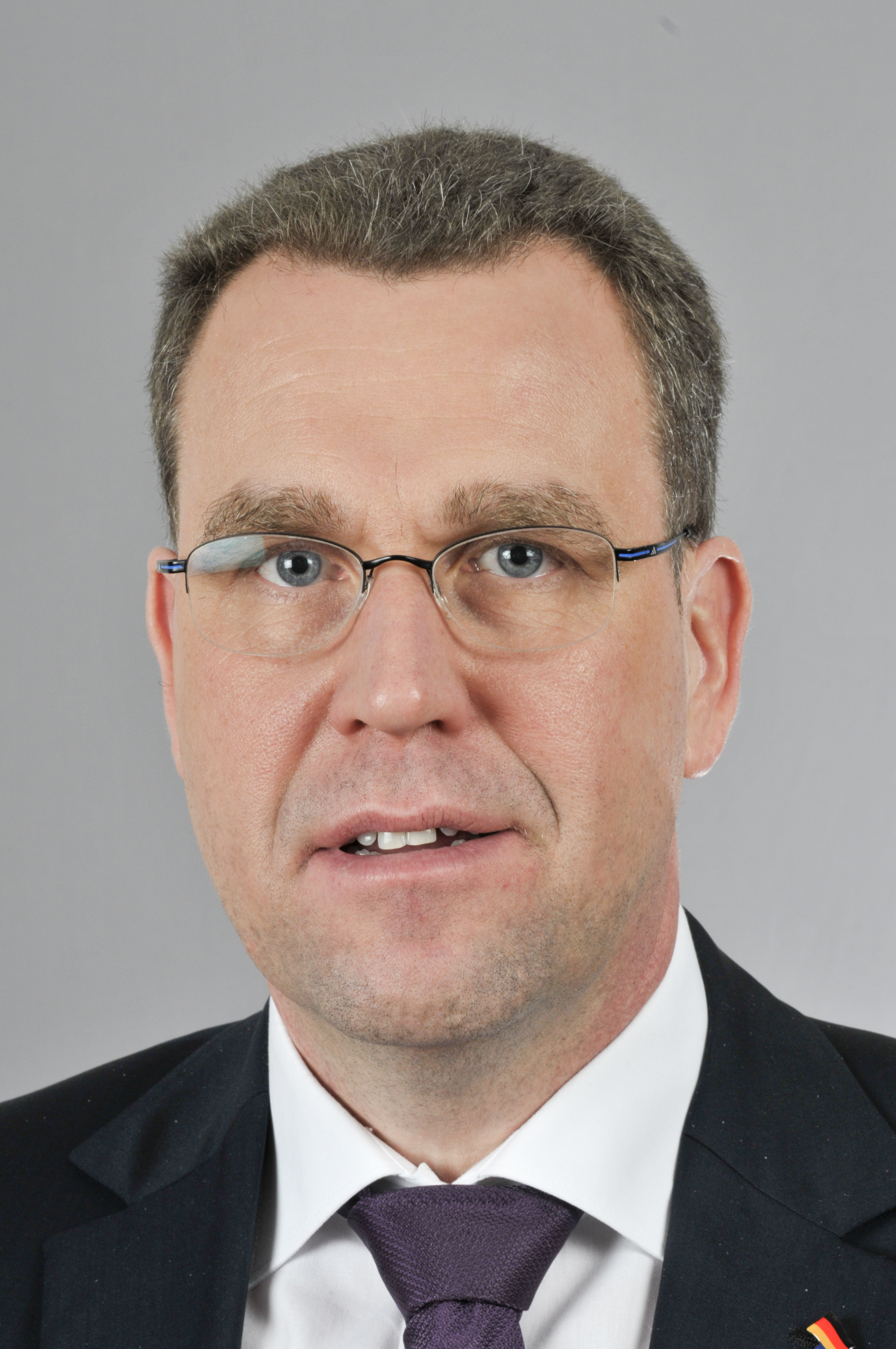
Rainer Genilke (2016)

Rainer Genilke (* 1. März 1968 in Finsterwalde, DDR) ist ein deutscher Politiker (CDU). Von November 2023 bis Dezember 2024 war er Minister für Infrastruktur und Landesplanung des Landes Brandenburg. Zuvor war er von 2019 bis 2023 Staatssekretär im selben Ministerium. Von 2009 bis 2019 war er Abgeordneter des Brandenburger Landtages. Seit 2024 ist er erneut Mitglied des Landtags und dessen Vizepräsident.

## Leben und Beruf
Von 1974 bis 1984 besuchte Genilke eine Polytechnische Oberschule. Anschließend absolvierte er erfolgreich die Ausbildung zum Maschinen- und Anlagenmonteur für Haushaltsgroßgeräte im VEB dkk Scharfenstein. 1996 schloss er eine Weiterbildung zum Techniker für Heizungs-, Lüftungs- und Klimatechnik ab und arbeitet seitdem in diesem Beruf. Von 2007 bis 2010 studierte er technische Betriebswirtschaft im Fernstudium.
Er ist verheiratet und hat ein Kind.

## Politik
Seit 1999 ist Genilke Mitglied der CDU und seit 2003 auch Mitglied und Fraktionsvorsitzender der CDU-Fraktion in der Stadtverordnetenversammlung Finsterwalde. 2005 wurde er erstmals in den Landesvorstand der CDU Brandenburg gewählt. Von 2008 bis 2019 war er zudem Mitglied des Kreistages Elbe-Elster.
Zur Landtagswahl in Brandenburg am 27. September 2009 kandidierte Rainer Genilke im Landtagswahlkreis Elbe-Elster I  für ein Mandat und zog über die Landesliste in den Landtag ein.
Er war ordentliches Mitglied im Ausschuss für Infrastruktur und Landwirtschaft und im Petitionsausschuss sowie Verkehrs- und Infrastrukturpolitischer Sprecher seiner Fraktion im Landtag. 2014 und 2019 wurde er erneut in den Landtag gewählt. Am 20. November 2019 schied Genilke aus dem Landtag aus, um Staatssekretär des Ministeriums für Infrastruktur und Landesplanung zu werden; für ihn rückte Nicole Walter-Mundt in den Landtag nach.
Am 20. November 2019 wurde er zum Staatssekretär im Ministerium für Infrastruktur und Landesplanung des Landes Brandenburg ernannt. Nach dem Rücktritt von Minister Guido Beermann im November 2023 übernahm Genilke am 22. November 2023 das Ministeramt. Die Aufgaben des Staatssekretärs übernahm Uwe Schüler. Mit der Bildung des Kabinetts Woidke IV am 11. Dezember 2024 schied Genilke aus dem Ministeramt aus.
Bei der Landtagswahl in Brandenburg 2024 wurde Genilke erneut in den Landtag gewählt. Anschließend wurde er zum Vizepräsidenten des Landtags gewählt.